# Laccophilus castaneus
Laccophilus castaneus is een keversoort uit de familie waterroofkevers (Dytiscidae). De wetenschappelijke naam van de soort is voor het eerst geldig gepubliceerd in 1956 door Guignot.